# Championnats d'Europe de boxe amateur 1951
Navigation
Édition précédente Édition suivante
La 9e édition des championnats d'Europe de boxe amateur s'est déroulée à Milan, Italie, du 14 au 19 mai 1951.

## Résultats

### Podiums
| Catégories                    | Or                 | Argent            | Bronze                                  |
| Poids mouches (-51 kg)        | Aristide Pozzali   | Henk van der Zee  | Pentti Hämäläinen Antoine Martin        |
| Poids coqs (-54 kg)           | Vincenzo Dall'Osso | William Kelly     | János Erdei Hermann Mazurkiewicz        |
| Poids plumes (-57 kg)         | Joseph Ventaja     | Kosta Leković     | István Kisfalvi Åke Wärnström           |
| Poids légers (-60 kg)         | Bruno Visintin     | István Juhász     | David O'Connell Milivoje Bulat          |
| Poids super-légers (-63,5 kg) | Herbert Schilling  | Marcello Padovani | Peter Müller Terence Milligan           |
| Poids welters (-67 kg)        | Zygmunt Chychła    | Hans Kohlegger    | Gert Strahle Jacques Dugenier           |
| Poids super-welters (-71 kg)  | László Papp        | Jens Andersen     | Alfred Paliński Alfred Lay              |
| Poids moyens (-75 kg)         | Stig Sjölin        | Günther Sladky    | Hans Niederhauser Jean Lalounis         |
| Poids mi-lourds (-81 kg)      | Marcel Limage      | Bjarne Lingås     | Giovanni Battista Alfonsetti Rolf Storm |
| Poids lourds (+81 kg)         | Giacomo di Segni   | Edgar Gorgas      | Jan Dijkman José Peyre                  |

### Tableau des médailles
| Place | Pays                 | Médaille d'or, Europe | Médaille d'argent, Europe | Médaille de bronze, Europe | Total |
| ----- | -------------------- | --------------------- | ------------------------- | -------------------------- | ----- |
| 1     | Italie               | 4                     | 0                         | 1                          | 5     |
| 2     | Allemagne de l'Ouest | 1                     | 2                         | 0                          | 3     |
| 3     | Hongrie              | 1                     | 1                         | 2                          | 4     |
| 4     | France               | 1                     | 0                         | 3                          | 4     |
| 4     | Suède                | 1                     | 0                         | 3                          | 4     |
| 6     | Belgique             | 1                     | 0                         | 1                          | 2     |
| 6     | Pologne              | 1                     | 0                         | 1                          | 2     |
| 8     | Irlande              | 0                     | 2                         | 2                          | 4     |
| 9     | Autriche             | 0                     | 1                         | 1                          | 2     |
| 9     | Yougoslavie          | 0                     | 1                         | 1                          | 2     |
| 9     | Pays-Bas             | 0                     | 1                         | 1                          | 2     |
| 12    | Danemark             | 0                     | 1                         | 0                          | 1     |
| 12    | Norvège              | 0                     | 1                         | 0                          | 1     |
| 14    | Italie               | 0                     | 0                         | 2                          | 2     |
| 15    | Finlande             | 0                     | 0                         | 1                          | 1     |
| 15    | Angleterre           | 0                     | 0                         | 1                          | 1     |
| Total | 16 pays médaillés    | 10                    | 10                        | 20                         | 40    |